# Königslow

Königslow

Königslow (błędnie Jark, Jarck, Jarcke, Jarcken, Jorck, Jork, Jarcke-Gustkowski, Jarcken-Gustkowski, Jark-Gostkowski) – niemiecki herb szlachecki, błędnie przypisywany rodzinie kaszubskiej.

## Opis herbu
Opis z wykorzystaniem zasad blazonowania, zaproponowanych przez Alfreda Znamierowskiego:
Tarcza dzielona w pas, pole górne w słup, w polu pierwszym, srebrnym, lew wspięty czerwony, w polu drugim, czarnym, lilia złota, w polu trzecim, czerwonym, taka sama lilia. Klejnot: nad hełmem bez korony z prawej połulilia złota w skos, z lewej skrzydło czarne w skos lewy. Labry z prawej czerwone, podbite srebrem, z lewej czarne, podbite złotem.

## Najwcześniejsze wzmianki
Herb wymieniany przez Nowego Siebmachera, Żernickiego (Der polnische Adel) i Cramera (Geschichte der Lande Lauenberg und Bütow) jako herb kaszubskiej rodziny Jark. W rzeczywistości był to herb rodziny niemieckiej von Königslow, błędnie przypisany Jarokm. Prawdopodobnie nastąpiło to przez błędy heraldyków, albo wręcz przez przywłaszczenie. Herbu tego używali prawdopodobnie Jarkowie w gałęzi, z której wyszedł Johann Ludwig Yorck von Wartenburg.

## Herbowni
von Königslow, błędnie Jark (Garcke, Gork, Jarck, Jarcka, Jarcken, Jarka, Jarke, Jarken, Jerke, Jorcken, Joricke, Jork, Jorken, Yorck, York), także Schurig, Skorka, Skurk (były to jednak raczej nazwiska rodziny siedzącej w tej samej wsi, choć niewykluczone, że spokrewnionej). Rodzina przyjmowała też nazwisko odmiejscowe Gostkowski (Gustkowski), dawne zachowując jako człon nazwiska podwójnego, albo całkiem zeń rezygnując.
Jarkom przypisywano też inne herby. Pełna lista w haśle Jark.